# Trick-kiten
Trick-kiten is een vorm van vliegeren waarbij trucs worden uitgevoerd. Trick-kiten wordt gedaan met een bestuurbare vlieger — meestal een vlieger met twee lijnen. Door de bouw van de speciale trick-kites zijn ze geschikt om trucs mee te doen. Er zijn verschillende maten.